# Louis Pinat
Louis Pinat, né le 12 août 1929 à Boulogne-sur-Mer et mort le 30 décembre 2015 à Villiers-le-Bel, est un footballeur français ayant évolué pendant la majeure partie de sa carrière au Stade rennais, et qui s'est par la suite reconverti comme entraîneur.

## Carrière
Natif du Pas-de-Calais, Louis Pinat débute à douze ans la pratique du football dans des clubs de l'agglomération de Saint-Malo. Après avoir joué à la JA Saint-Servan, il évolue à l'AS Servannaise, occupant indifféremment les postes de gardien de but, de défenseur et d'ailier.
Recruté à l'âge de vingt ans par le grand club du département, le Stade rennais, Pinat continue d'y cultiver sa polyvalence, avant de se fixer au poste de gardien. Ses deux premières saisons ne lui permettent pas d'occuper une place de titulaire, barré par Guy Rouxel, mais Pinat fait cependant ses débuts en Division 1 dès la première journée de la saison 1949-1950, au Parc des Princes face au Stade français. La saison 1951-1952 lui permet de s'affirmer comme titulaire dans les bois, une place qu'il occupera invariablement sept saisons durant.
Avec le Stade rennais, Pinat connaît le pire (deux relégations en deuxième division), comme le meilleur (deux promotions en D1 et même quelques sélections en équipe de France B), disputant au total plus de 250 rencontres, soit à l'époque le meilleur total de l'histoire pour un gardien rennais, record seulement battu trente ans plus tard par Pierrick Hiard.
En 1958, après une ultime saison de D2 couronnée par une nouvelle montée en Division 1, Pinat quitte le club pour le FC Nantes, pensionnaire inamovible de la deuxième division depuis 1945. Un an plus tard, il rejoint l'US Forbach dont il sera joueur, puis entraîneur-joueur à partir de 1960. Entre 1963 et 1965, Pinat est l'entraîneur du CS Hammam Lif, en Tunisie.

## Palmarès
- 1956 : Champion de France de Division 2 avec Rennes